# Каризна, Владимир Иванович
Влади́мир Ива́нович Кари́зна (бел. Уладзі́мір Іва́навіч Кары́зна; род. 25 мая 1938, д. Закружка, Минский район) — белорусский поэт, переводчик, журналист. Народный поэт Беларуси (2024). Лауреат Государственной премии Республики Беларусь (1996). Заслуженный деятель культуры Республики Беларусь (2008). Лауреат литературной премии «Залаты купідон» (2007). Лауреат премии профсоюзов Республики Беларусь. Член Союза писателей СССР (1970). Отец композитора В. В. Каризны, дед виолончелиста Ивана Каризны (1992).

## Биография
Родился 25 мая 1938 года в крестьянской семье в д. Закружка Минского района, Белорусская ССР.
В 1961 году окончил филологический факультет Белорусского государственного университета имени В. И. Ленина. Преподавал белорусский и русский языки и литературу в Опсовской средней школе на Браславщине, одновременно возглавлял литературное объединение при районной газете «Браслаўская звязда». С 1967 по 1980 год был редактором, старшим редактором, заведующим отделом белорусской музыки Республиканского радио. С 1980 по 1981 год — редактор отдела науки и искусства литературного журнала «Полымя», затем старший редактор, заведующий редакции литературы для дошкольников издательства «Юнацтва» (1981—2001), с 2002 года — заместитель главного редактора журнала «Крыніца».

## Творчество
Дебютировал стихотворением в 1956 году (газета «Чырвоная змена»). Издал несколько поэтических сборников для детей, работает также в жанре дорожных заметок. Известен как поэт-песенник (на стихи В. Каризны написано более 200 песен), несколько раз становился лауреатом республиканских песенных конкурсов. Получили известность песни на слова В. Каризны «Беларусь мая сінявокая», «Люблю цябе, Белая Русь», «Азёры дабрыні», «Хаджу сунічнымі барамі», «Зямля мая вялікая», «Песня аб роднай зямлі», вокальные циклы «Времена года», «Я люблю тебя», кантата «Земля моя», оратория «День Родины».
Песни на тексты В. Каризны создавали: А. Богатырёв, Ю. Семеняко, Е. Глебов, Д. Смольский, И. Лученок, Э. Ханок, Л. Захлевный, В. Каризна-младший.
В. Каризна — один из авторов Государственного гимна Республики Беларусь.
Перевёл на белорусский язык книгу стихов А. Матутиса «Мамин пирог» (1986), тексты детских поэтов для серии «Бібліятэка дзіцячай літаратуры народаў СССР».

### Поэтические сборники
- бел. «Край мой сінявокі» («Край мой синеглазый») (1963)
- бел. «Жураўліны досвітак» («Журавлиный рассвет») (1969)
- бел. «Святло ліўня : вершы і паэма» («Свет ливня : стихотворения и поэма») (1972)
- бел. «Цеплыня : паэма, вершы, песні» («Тепло : поэма, стихотворения, песни») (1977)
- бел. «Цішыня баразны : вершы і паэма» («Тишина борозды : стихотворения и поэма») (1981)
- бел. «Шумяць вербы : вершы, песні» («Шумят вербы : стихотворения, песни») (1982)
- бел. «Музыка ў свеце» («Музыка в мире») (1985)
- бел. «Расколіна на Звоне Свабоды» («Раскол на Колоколе Свободы») (1986)
- бел. «Душы разгуканай мелодыя : вершы, паэмы, песні» («Мелодия распетой души : стихотворения, поэмы, песни») (1988)
- бел. «Хвіліна святла : выбранае» («Минута света : избранное») (2000)
- бел. «Доля Русь наша Белая : выбранае») («Доля Русь наша Белая») (2007)

### Сборники поэзии для детей
- бел. «На сяле ў бабулі» («В деревне у бабушки») (1975)
- бел. «Кыонг і яго сябры» («Кыонг и его друзья») (1982)
- бел. «Малююць дзеці» («Рисуют дети») (с А. Вольским, 1984)
- бел. «Зямля — два паўшар'і» («Земля — два полушария») (1988)
- бел. «Мір і сонейка для ўсіх» («Мир и солнышко для всех») (1990)
- бел. «На азёрах сініх» («На озёрах синих») (2000)
- бел. «Чарўнае вочка : казкі» («Волшебный глазик : сказки») (2003)
- бел. «Лепяць ластаўкі гняздзечкі : вершы, загадкі, казкі» («Лепят ласточки гнёзда : стихотворения, загадки, сказки») (2010)

### Сборники песен
- бел. «Клубныя вечары» («Клубные вечера») (1979)
- бел. «Люблю цябе, Белая Русь» («Люблю тебя, Белая Русь») (1984)
- бел. «Салавей спявае» («Соловей поёт») (1990)

## Награды и звания
- Государственная премия Республики Беларусь (1996) за участие в создании серии книг серии «Бібліятэка дзіцячай літаратуры народаў СССР»
- Орден Франциска Скорины (2002) за участие в доработке текста (советский вариант М. Климковича) Государственного гимна Республики Беларусь
- Литературная премия «Залаты купідон» (2007)
- Заслуженный деятель культуры Республики Беларусь (2008)
- Премия профсоюзов Республики Беларусь
- Народный поэт Беларуси (2024)[1]